# Palmira (miasto na Kubie)
Palmira – miasto na Kubie, w prowincji Cienfuegos, stolica gminy o tej samej nazwie. Zostało założone w 1879 pod nazwą Las Casas. Zmiana nazwy nastąpiła w 1940.